# Siketug
Siketug is een bestuurslaag in het regentschap Serang van de provincie Banten, Indonesië. Siketug telt 2932 inwoners (volkstelling 2010).